# Polevansia
Polevansia és un gènere monotípic de plantes de la subfamília de les cloridòidies, família de les poàcies. La seva única espècie: Polevansia rigida De Winter, és originària de Sud-àfrica.

## Descripció
Són plantes perennes; rizomatoses i estoloníferes (formant estores, amb llargues tiges decumbents). Els culms de 4-45cm d'alt; herbacis; no ramificats a dalt. Canya amb nodes glabres. Els entrenusos del culm buits. Plantes desarmades. Els brots joves intravaginals, amb les fulles en la seva majoria basals; no auriculades. Les làmines de les fulles linears a linear-lanceolades; estretes, d'1.5-2.5 mm d'ample (i 1-18 cm de llarg); planes; sense glàndules multicel·lulars abaxials; sense venació. Lígula una membrana amb serrells (minuciosament fimbriada); truncat; de 0,4 mm de llarg. Contra-lígula absent. Plantes bisexuals, amb espiguetes bisexuals; amb flors hermafrodites .

## Taxonomia
El gènere va ser descrit per Bernard De Winter i publicat a Bothalia 9: 130. 1966.
Etimologia
El nom del gènere va ser atorgat en honor de Illtyd Buller Pole-Evans, botànic i recol·lector de plantes.